# Nikólaos Sýllas
Nikólaos Sýllas (grec moderne : Νικόλαος Σύλλας), né le 30 novembre 1914 à Chios et mort le 16 août 1986 dans la même ville, est un athlète grec.

## Carrière
Nikólaos Sýllas participe aux concours de lancer du disque des Jeux olympiques à trois reprises (1936, 1948 et 1952), et est le porte-drapeau de la délégation grecque aux Jeux de 1952 à Helsinki. Il participe aussi à deux Championnats d'Europe (1946 et 1950) et remporte la médaille d'argent aux Jeux méditerranéens de 1951 à Alexandrie.